# Pleurón (insecto)
El pleurón (pl. pleura, del griego, costilla) es el esclerito lateral de cada segmento torácico de un insecto entre el tergo y el esternón. Los términos pro, meso y metapleurón se utilizan, respectivamente, para la pleura del primero, segundo y tercer segmentos torácicos.